# Анна Коженьовська-Бігун
А́нна Коженьо́вська-Бігу́н (пол. Anna Korzeniowska-Bihun) — перекладачка та театрознавець, доктор гуманітарних наук. Перекладає та популяризує українську літературу в Польщі.

## З життєпису
Абсольвентка факультету театрознавства Варшавської театральної академії (1997 рік) та катедри україністики факультету прикладної лінгвістики Варшавського університету (2004 рік). Перекладач української літератури та фільмів українською, білоруською, російською та англійською мовами.
Серед перекладів:
- «Нація» Марії Матіос (2006)
- «Солодка Даруся» Марії Матіос (2010)
- п'єса Олекси Росича «Останній забій» (2014)
- антологія сучасної української драматургії «Нова українська драма. В очікуванні Майдану» (2016).
- «Століття Якова» Володимира Лиса (2021)

Займається промоцією української драматургії в Польщі та перекладами українських фільмів для польського телебачення (зокрема серія групи Babylon'13, фільм про Надію Савченко, історична серія українських фільмів про Другу світову війну для державного телебачення Польщі).

## Нагороди
- Відзнака Президента України — ювілейна медаль «25 років незалежності України» (22 серпня 2016) — за вагомий особистий внесок у зміцнення міжнародного авторитету Української держави, популяризацію її історичної спадщини і сучасних надбань та з нагоди 25-ї річниці незалежності України[2]